# Шой, Георг
Георг Шой (нем. Georg Scheu; 21 июня 1879[…], Крефельд, Пруссия — 2 ноября 1949[…], Альцай) — немецкий селекционер винограда и винодел. Считается пионером ориентированного на качество современного виноградарства в Германии. Именно он популяризировал новый сорт винограда Мюллер-Тургау.

## Биография
Родился 21 июня 1879[…] в Крефельде.
Получил образование в области садоводства в Ганновере и работал растениеводом в Мюнхене и Ширштайне.
С 1903 по 1905 год обучался в Научно-исследовательском институте виноградарства в Гайзенхайме, а затем ещё три года в Институте кайзера Вильгельма в Бромберге.
В 1909 году он занял должность районного техника по садоводству в Альцае. Там же был назначен комитетом Палаты сельского хозяйства провинции Рейнгессен на должность директора вновь созданной школы виноградарства. Под его руководством школа выросла до института и получила название Государственный институт виноградарства. Он возглавлял его до своего ухода на пенсию в 1947 году.
В годы Первой мировой войны Шой 26 августа 1915 опубликовал брошюру «Инструкция по употреблению фруктов и овощей во время войны», в которой перечислялись рецепты приготовления и консервирования блюд из яблок, айвы, тыквы, фасоли. Автор несколько напыщенно заявлял, что «…наши враги с их планами голода [для Германии] будут посрамлены», хотя уже очень скоро брошюра потеряла актуальность из-за обеднения рациона жителей Германии.
Умер 2 ноября 1949[…] (70 лет) в Альцае.

## Научная деятельность
Считается одним из самых успешных немецких виноградарей, если не самым успешным. Он лично вывел несколько популярных сортов винограда:
- Шойребе (нем. Scheurebe) в 1916 году[4], изначально называвшийся Саженец 88 (нем. Sämling 88) и переименованный после Второй мировой войны в его честь.
- Хуксельребе нем. Huxelrebe) в 1927 году[4].
- Канцлер (нем. Kanzler) в 1927 году[4].
- Перле (нем. Perle von Alzey) в 1927 году[4].
- Септимер (нем. Septimer) в 1927 году[4].
- Фабер (нем. Faber) в 1927 году[4].
- Зигерребе (нем. Siegerrebe) в 1927 году[4].
- Регнер (нем. Regner) в 1929 году.
- Вюрцер (нем. Würzer) в 1932 году[4].

Основной его деятельностью во все времена оставалась научно-исследовательская работа в области виноградарства, селекции винограда и изучения болезней винограда. В 1921 году он обнаружил у виноградной лозы болезнь скручивания листьев винограда (англ. Grapevine leaf roll), а в 1935 году он опубликовал свои выводы об этой болезни винограда в журнале «Der Deutsche Weinbau». Причиной болезни он посчитал тогда ещё неизвестный вирус, который может передаваться через сок, — это считается новаторским достижением в этой области. Сам вирус был обнаружен лишь в 1966 году.
Его вклад в улучшение качества виноградных лоз, а также его знания о хлорозе виноградных лоз также заслуживают высокой оценки. Шой внёс значительный вклад в развитие научных и практических принципов исследования виноградной лозы в первой половине XX века.
В дополнение к своей исследовательской деятельности Шой также занимался проблемами виноделов, которые он охарактеризовал как «винодельческий кризис». Обеспечение здорового посадочного материала для виноградарства и улучшение методов виноградарства, и, в частности, виноградарства в Рейнгессене, были среди его научных интересов. Шой принимал активное участие в организации и развитии виноградников. Позже он занялся селекцией клонов, поддерживающей селекцией и выведению новых сортов винограда, которые должны давать более высокие урожаи и показывать лучшие характеристики. Его публикация Mein Winzerbuch, впервые опубликованная в 1936 году, представляет собой практическую книгу для виноделов, которая была настольной книгой для многих из них в течение нескольких десятилетий.

## Личная жизнь
Был женат на Гертруде Аппенцеллер (1881—1960), уроженке Шнайдемюля. Двое сыновей.